# لاورنس لبوف
لاورنس لبوف (انگلیسی: Laurence Leboeuf؛ زادهٔ ۱۳ دسامبر ۱۹۸۵) یک هنرپیشه اهل کانادا است.